# تسعير نفسي

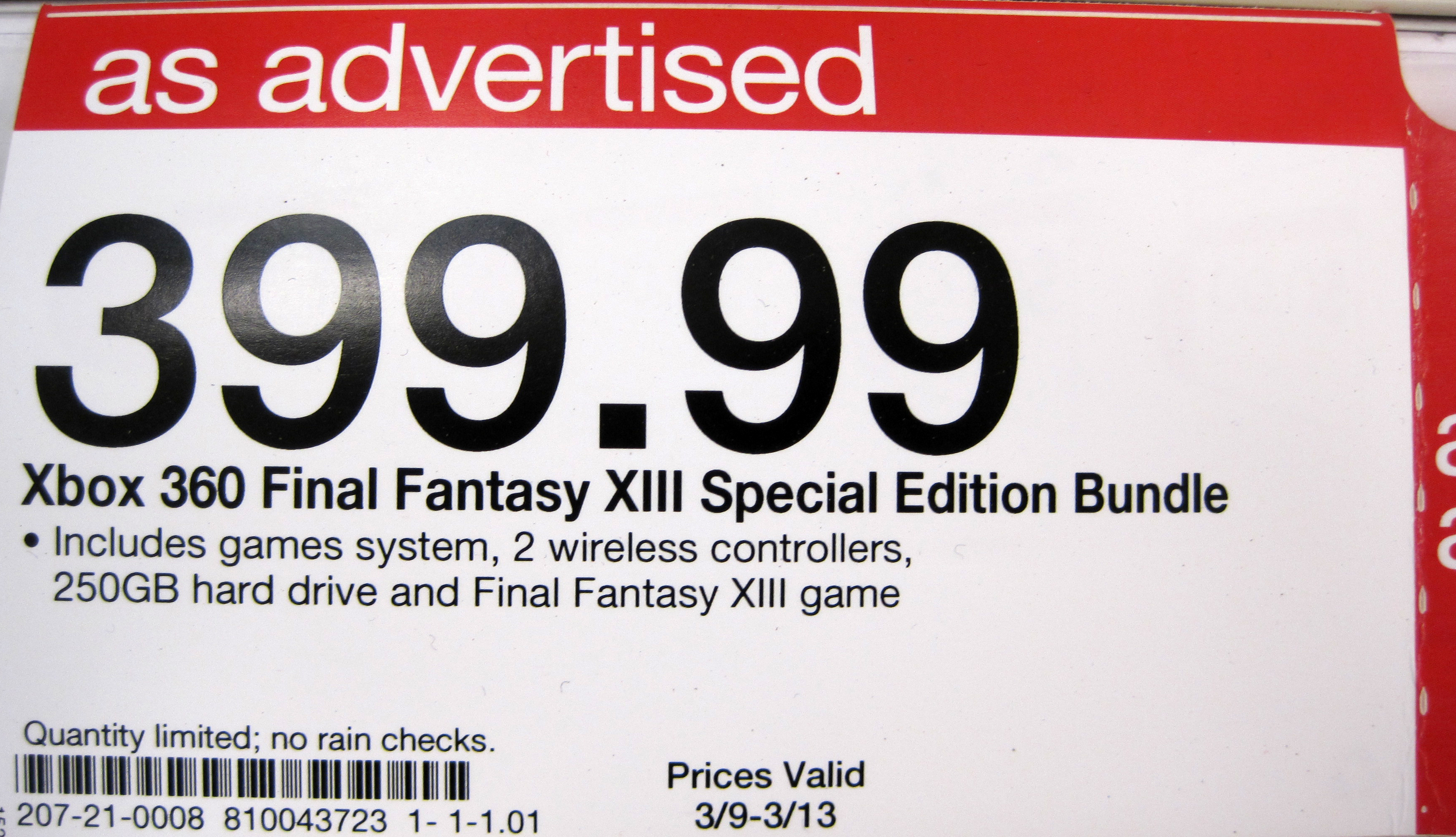

التسعير النفسي (يطلق عليه إنهاء السعر والتسعير الجذاب كذلك) هو استراتيجية تسعير وتسويق تعتمد على النظرية القائلة بأن لدى بعض الأسعار تأثير نفسي. يعبر عن أسعار البيع بالتجزئة في كثير من الأحيان أنها «أسعار شاذة»: أي أقل بقليل من الرقم الدائري، على سبيل المثال 19.99 دولار أو 2.98 جنيه إسترليني. ثمة دليل يشير على أن المستهلكون يشعرون أن «الأسعار الشاذة» أقل مما تكون عليه في الواقع، فينزعون إلى التقريب إلى ثاني أقل وحدة نقدية. بالتالي، ترتبط أسعار مثل 1.99 دولار بإنفاق دولار واحد عوضًا عن اثنين. تقول النظرية التي أثارت ما سبق أن التسعير المُخَفّض من هذا القبيل يحدث زيادة في الطلب عما في حالة كان المستهلكون عقلانيين للغاية. يعد التسعير النفسي أحد أسباب نقاط السعر.

## نظرة عامة
بحسب دراسة نُشرت عام 1997 في مجلة ماركيتنغ بوليتن، انتهت 60% تقريبًا من أسعار المواد الإعلانية بالرقم 9، وانتهى 30% منها بالرقم 5، و7% انتهى بالرقم صفر، وبلغت الأرقام السبعة المتبقية مجتمعة ما يزيد بقدر ضئيل فقط عن 3% من الأسعار المقدرة. ففي المملكة المتحدة، وقبل سحب عملة نصف بنس عام 1969، انتهت الأسعار في كثير من الأحيان بـ 111⁄2دينار قديم (أحد عشرة بنس ونصف بنس، ما يكاد يكون أقل من شلن، أي ما يعادل 12 دينار قديم)، ومثال أخر هو £1/19/11¾d (باوند واحد وتسعة عشر شلن وأحد عشرة بنس وثلاثة فارثينغ) ذلك أن فارثينغ واحد يساوي أقل من 2 جنيه إسترليني. ما زلنا نرى ذلك إلى يومنا هذا في تسعير البنزين (البترول) الذي ينتهي بـ 9⁄10من أصغر فئة في العملة المحلية، فعلى سبيل المثال ينتهي سعر جالون البنزين في الولايات المتحدة دوماً بنحو 0.009 دولار أمريكي (1.799 دولار أمريكي مثلًا).
يفرض التسعير الكسري في المعاملات النقدية التقليدية تكاليف حقيقية على البائع (الذي يكتب الأسعار الكسرية)، وأمين الصندوق (الذي يقدم صرافة غير ملائمة)، والزبون (الذي يجمع الصرافة). أصبحت هذه العوامل أقل أهمية مع التوسع في استخدام الشيكات والبطاقات الائتمانية وبطاقة المدين وما إلى ذلك من أشكال التبادل الخالي من العملات، وبالمثل فإن إضافة ضريبة المبيعات يقلل من علاقة السعر قبل الضريبة بكمية الصرافة (رغم أن ضريبة المبيعات في أوروبا تشمل عمومًا الأسعار المحددة للسلع المعروضة على الرفوف).
تستند نظرية التسعير النفسي إلى واحدة أو أكثر من الفرضيات التالية:
- نظرية الاحتمالات هي النظرية الأولى التي تفسر الأساس المنطقي للتسعير الشاذ. تقول هذه النظرية «يواجه المستهلكون حيرةً في اتخاذ القرار، فيبنون قيمة بديل ما على الأرباح والخسائر التي يقدمها، بالمقارنة مع نقطة مرجعية ما، بدلًا من أن يبنوها على حالات الثروة والرفاهية النهائية المطلقة». ترتكز هذه النظرية على حقيقة أن الخسائر تعني أكثر من الأرباح. لذا، وبناءً على ذلك المعيار، قد يعتقد الفرد أنه عندما يكون السعر أقل ببضعة سنتات فقط من دولار صحيح سيكون ذلك أجدى فعليًا للسعر. تعد هذه النظرية فعالة للغاية بسبب طريقة المستهلك في تحديد «السعر المرجعي». فمثلًا السعر المرجعي لشيء ما يبلغ سعره 19.98 دولار هو 20 دولار. مما يعزز التسعير الشاذ بصفته صفقة أفضل.
- تتركز قرارات الفوارق العددية على الأرقام في أقصى اليسار، وهي ظاهرة سلوكية تسمى تأثير تركيز الأرقام في أقصى اليسار. تقول هذه الفرضية أن الأشخاص يشعرون أن الفرق بين 1.99 و3.00 هو أقرب لـ 2.01 من 1.01 لأن قراراتهم تركزت على الرقم في أقصى اليسار.[3]
- يهمل المستهلكون الأرقام الأقل شأنًا عوضًا عن التقريب المناسب. وبالرغم من أن السنتات تلاحظ ولا تهمل تمامًا، إلا أنها قد تغفل بشكل لا شعوري جزئيًا. يرى كيث كولتر، وهو أستاذ مساعد في التسويق في كلية الدراسات العليا للإدارة في جامعة كلارك، أن هذا التأثير قد يتعزز عندما تكتب السنتات الأصغر (1999 دولار على سبيل المثال).[4]
- توحي الأسعار الكسرية للمستهلكين أن السلع مسعّرة بأقل سعر ممكن.
- عندما تُدرج السلع على نحو يصنفها في نطاق السعر (مثل البحث عن العقارات على شبكة الإنترنت)، يُستخدم حينها إنهاء السعر ليبقيها في مجموعة ذات سعر أقل ليراها أكبر عدد ممكن من المشترين المحتملين.

تُعد نظرية التسعير النفسي من النظريات المثيرة للجدل. تُظهِر بعض الدراسات أن لدى المشترين، بمن فيهم الأطفال الصغار، فهم شديد التعقيد للثمن الحقيقي والقيمة النسبية، وأنهم يتصرفون بعقلانية بالنسبة إلى حدود دقة الاختبار. يزعم باحثون آخرون أن ذلك يغفل الطابع اللاعقلاني للظاهرة وأن التسليم في النظرية يستلزم الاعتقاد بمستوى لاشعوري من العمليات الفكرية، وهو الاعتقاد بأن النماذج الاقتصادية تتجه إما للإنكار وإما للرفض. كانت النتائج المستخلصة من الأبحاث التي استخدمت بيانات أجهزة المسح الضوئي متفاوتة.
منذ أن اعتاد الكثير من الزبائن على التسعير الشاذ، عمدت بعض المطاعم وتجار التجزئة للسلع الكمالية إلى التسعير النفسي بأرقام زوجية سعيًا منهم لتعزيز صورة علامتهم التجارية في الجودة والتفنن.

## الأبحاث
استخدم كاوشيك باسو نظرية الألعاب عام 1997 ليبرهن أن المستهلكين العقلانييٍن يقيّمون وقتهم وجهودهم في العمليات الحسابية. يعالج هؤلاء المستهلكون السعر من جهة اليسار إلى اليمين وينزعون إلى استبدال آخر رقمين في السعر ذهنيًا إضافة لتقدير الوسط الحسابي لـ «للسنتات» لكافة السلع في السوق. يعني ذلك ضمنًا أنه في سوق كبيرة بما يكفي، يمكن لأي بائع على حدة أن يطلب أعلى قدر ممكن من «السنتات» (99 سنتًا) دون أن يؤثر بشكل ملحوظ على المتوسط الحسابي لها مع عدم تغيير سلوك الزبون. يظهر الفحص المختبري الذي أجراه رفل وشتدينر عام 2006 قدرًا كبيرًا من الدعم لبرهان باسو حول 99 سنت حسب التوازن الاقتصادي لا سيما عندما تكون أسعار البائعون الآخرين مرئية.
أدى اعتماد اليورو مع سائر أسعار الصرف الأخرى الخاصة به إلى تحوير أنماط الأسعار الاسمية مع الاحتفاظ في الوقت ذاته على الأسعار الحقيقية. تقصّت دراسة أوروبية واسعة النطاق (إل سيهتي، هويلزل أند كيرشلر، 2005) أرقام أسعار المستهلك قبل وبعد اعتماد اليورو من أجل تعديل الأسعار. أظهر البحث ميلًا واضح تجاه التسعير النفسي بعد المرحلة الانتقالية. إضافة إلى ذلك، أُدرج قانون بنفورد بصفته مرجع مقارنة في استقصاء أرقام الأسعار بنجاح إلى سياق التسعير. أُثبتت أهمية هذا المعيار الإرشادي في ضبط التجاوزات في الأسعار، كما رافقته نزعة جلية نحو التسعير النفسي بعد الصدمة الاسمية لاعتماد اليورو.
نوّه الاقتصاديون إلى ظاهرة أخرى ألا وهي بقاء نقطة السعر لمنتج ما (تكون بسعر 4.99 دولار مثلًا) مستقرة لفترة زمنية طويلة، مع تقليص الشركات لكمية المنتج في التعبئة بوتيرة بطيئة، حتى يلحظ المستهلكون ذلك. سيرتفع حينها السعر ارتفاعًا هامشيًا ليصبح (5.05 دولار) وبعدها وفي غضون فترة زمنية قصيرة سيرتفع إلى نقطة السعر التالية (ليصل إلى 5.99 دولار على سبيل المثال).
وجدت الأبحاث كذلك أن التسعير النفسي وثيق الصلة بدراسة السياسة والسياسة العامة. على سبيل المثال، وجدت دراسة عن ضرائب الدخل المحلية في الدنمارك دليلًا على «فرض الضرائب الشاذة»، إذ تبين أن النسب الضريبية المنتهية بتسعة أرقام ممثلة بنسب مفرطة بالقياس إلى النهايات العشرية الأخرى.
أثبتت العديد من الدراسات أنه حينما تُعرض الأسعار على العميل المحتمل بترتيب تنازلي (بدلًا من الطلب التصاعدي)، تنتج عن ذلك آثار إيجابية، تبرز تحديدًا في الاستعداد لدفع سعر أعلى، وتصورات أكبر للقيمة، وأرجحية أكبر للشراء. يعزى سبب ذلك إلى أنه عند عرض السعر في الحالة التصاعدية، يؤدي السعر الأعلى دور النقطة المرجعية، فينظر حينها إلى الأسعار الأقل بشكل إيجابي.